# خبر

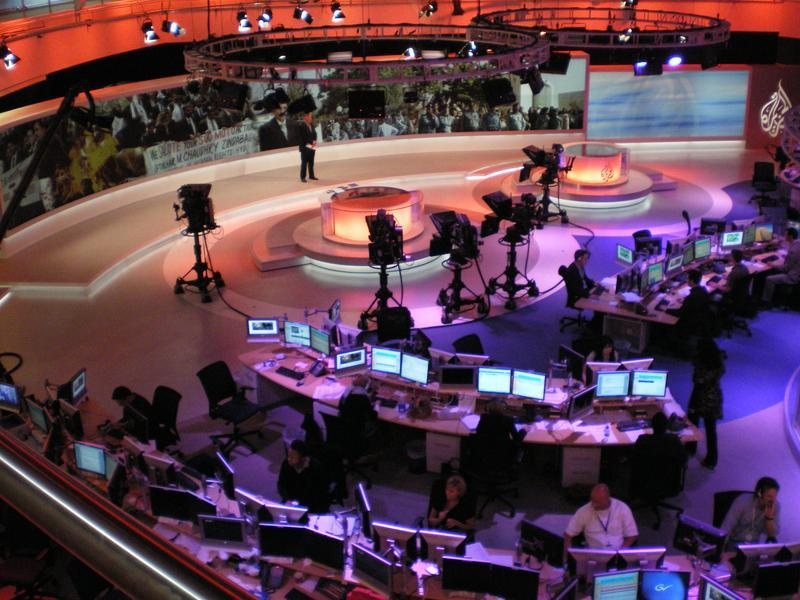
اتاق خبر رسانه الجزیره انگلیسی در دوحه سال ۲۰۰۸

خبر اطلاعاتی دربارهٔ وقایع جاری است که از طریق رسانه‌های مختلف ارائه می‌شود مانند: چاپ خبر، پخش زنده، ارتباطات الکترونیکی، یا از طریق شهادت ناظران و شاهدان رویدادها.
موضوعات مشترک گزارش‌های خبری شامل جنگ، دولت، سیاست، آموزش، بهداشت، محیط زیست، اقتصاد، فرهنگ، تجارت، مد و سرگرمی و همچنین رویدادهای ورزشی، رویدادهای عجیب و غریب یا غیر معمول است. اعلامیه‌های دولتی، در مورد تشریفات سلطنتی، قوانین، مالیات، بهداشت عمومی، حوادث و جنایتکاران، از زمان‌های بسیار قدیم اخبار لقب گرفته‌اند. تحولات فن آوری و اجتماعی سرعت انتشار اخبار را افزایش داده و بر محتوا و شیوهٔ ارائهٔ آن نیز تأثیر گذاشته است.

## تعریف خبر
برای خبر معنای لغوی و معنای اصطلاحی وجود دارد. در لغت، خبر به معنی:
1. آگاهی، اطلاع.
2. گفتاری که از پیامبر یا امام نقل شود.
3. در صنعت چاپ مطلبی که برای حروف‌چینی فرستاده می‌شود.

۴-اتفاق، حادثه؛ آمده است.
اما دربارهٔ واژه اصطلاحی خبر؛ سخنی است که به‌طور ذاتی احتمال راست یا دروغ بودن را بپذیرد و جملهٔ خبری، جمله‌ای است که بتوان آن را راست یا دروغ دانست. از این منظر، خبر در مقابل انشاء قرار دارد که به معنی پدیدآوردن است. در علم بلاغت انشاء به کلامی گفته می‌شود که به‌طور ذاتی احتمال راست یا دروغ بودن در آن راه نداشته باشد. به عبارت دیگر نمی‌توان به سخنِ انشایی، راست یا دروغ بودن را نسبت داد.
لیل اسپنسر، مؤلف کتاب خبرنویسی، خبر را شامل هر عمل و اندیشه واقعی که برای عده کثیری از خوانندگان جالب توجه باشد، معرفی می‌کند. البته این تعریف واژه News بوده و مترادف فارسی آن را می‌توان رویدادها دانست. رسانه به منظور آگاهی و اطلاع مخاطب و وقوف او به رویداد، اقدام به گزارش کردن خبر می‌کند. واژه Report ناظر بر همین فرایند است.
بنابراین خبر، اطلاعات مربوط به یک رویداد یا اتفاق یا تحول است که در جایی چاپ یا منتشر می‌شود. در واقع خبر گزارشی از رویدادهاست که دارای یک یا چند ارزش خبری است.

## عناصر خبر
خبر، رویدادی است که در زمان یا زمان‌هایی، در مکان یا مکان‌هایی، توسط فرد یا افرادی، به دلیل یا دلایلی و به شیوه‌ای، اتفاق افتاده. نویسندهٔ خبر برای انتقال درست مضمون هر رویداد، بایستی ۶ عنصر کلیدی را در تنظیم خبر، در نظر داشته باشد. عنصرهای تشکیل دهنده خبر، عناصری هستند که در ادبیات روزنامه‌نگاری به آنها
Five Ws and one H می‌گویند و شامل:
-چه کسی؟
-کجا؟
-چه چیزی؟
-چه وقت؟
-چرا؟
-چطور؟ می‌شوند.
این شش عنصر، تشکیل دهنده اطلاعات مخاطب دربارهٔ خبر هستند؛ بنابراین بایستی شش عنصر در متن گزارش دربارهٔ واقعه وجود داشته باشد تا گیرنده به آگاهی کامل نسبت به خبر دست پیدا کند. البته برخی خبرها یا گزارش‌های خبری ممکن است یک یا دو و حتی سه مورد از این عناصر را نداشته باشد.

## ارزش خبری
مناسب‌ترین زاویه دید از نظر مخاطب ارزش‌های خبری است. در خبر باید بخشی برجسته شود که ارزش خبری بیشتری نسبت به باقی ارزش‌های خبری داشته باشد. عوامل مختلفی وجود دارد که نشان دهید یک رویداد ارزش خبری دارد یا خیر.
وجود اختلاف نظر و تقابل، بروز رویدادی غیرعادی، شخص، مؤسسه یا مکان مهم و برجسته‌ای که نامش برای مردم آشنا باشد، مجاورت، علاقه شخصی یا وقتی موضوعی ارتباط مستقیمی با مخاطب پیدا می‌کند، جذابیت انسانی، خطوط زمانی (موضوعی که تازه اتفاق افتاده و شروع به اتفاق افتادن کرده است)، تغییر، تأثیر مستقیم بر زندگی مخاطب، خشونت و درام از مواردی هستند که در مواقع خاص دارای ارزش خبری هستند. ارزش‌های خبری به هفت دسته تقسیم می‌شوند.
1. تازگی
2. مجاورت
3. دربرگیری
4. شهرت
5. شگفتی
6. فراوانی و تعداد
7. تضاد، برخورد و درگیری که یک خبر می‌تواند یک یا حتی همه آن‌ها را داشته باشد.

تازگی بستگی دارد که خبر مناسبتی باشد یا نه اگر مناسبتی باشد در صورتی که از آن مناسبت زمان زیادی بگذرد دیگر ارزش خبری نخواد داشت.
مجاورت به معنای نزدیکی خبر به زندگی مردم باشد مثلاً ممکن است برای یک کشور که هیچگونه مناطق نفت خیزی وجود ندارد خبر افزایش قیمت نفت مهم نباشد.
دربرگیری به دو صورت بیشتر قابل ملاحظه است قشری و جغرافیایی.
مثلاً خبر واکسیناسیون دانش آموزانی که تازه می‌خواهند وارد دبیرستان شوند برای دانش آموزان این سن و والدینشان بسیار مهم است اما برای یک فرد که مشکل او در جامعه بیکاری است اصلاً قابل توجه نیست.
شهرت وقتی خبر به دست آمده از یک شخص مشهور باشد مثل رئیس‌جمهور
باشد آن خبر را جالب می‌سازد یا مثل خداحافظی یک بازیکن خیلی معروف از تیم ملی آن کشور که جنجال آفرین است.
شگفتی وقتی ارزش خبری یک خبر را بالا می‌بردکه آن خبر یک تاکنون به وجود نیامده باشد دو خارج از تصور باشد سه بسیار کمیاب باشد چهار خلاقانه باشد.
فروانی و تعداد هنگامی به وجود می‌آید که در آن خبر آمار و ارقامی باشد چه زیاد چه کم چه عجیب چه معمول البته هر چه جالب تر باشد ارزش بیشتری دارد.
تضاد، برخورد و درگیری مثل سرکوب کردن مردم تظاهرات‌کننده علیه یک رژیم توسط نیروهای پلیس (برخورد)
یا درگیری دو مهمان در یک برنامه تلویزیونی زنده (که شهرت هم به‌شمار می‌آید)
تضاد مثل صدور اعلامیه علیه کشورهای دیگر.

## رابطه خبر و منبع
هربرت گانز رابطه بین روزنامه‌نگار و منبع خبر را به رقص تانگو تشبیه می‌کند که یا منبع خبر این رابطه را هدایت می‌کند یا روزنامه‌نگار؛ گانز معتقد است در اکثر مواقع هدایت‌گر این رابطه منبع خبر است. روزنامه‌نگار معمولاً تنها به سراغ تعداد محدودی از منابع خبری که در گذشته نیز در دسترس او بوده و آن‌ها را مناسب تشخیص داده است، می‌رود و نسبت به سایر منابع خبری به شکلی منفعلانه عمل می‌کند. پژوهشگرانی دیگری همچون کارلسون (۲۰۰۹٬۲۰۱۱) نیز طی یک دهه اخیر با الهام گرفتن از نظریات هربرت گانز به بررسی رابطه بین روزنامه‌نگار و منبع پرداخته‌اند و این رابطه را پویا و داینامیک توصیف کرده‌اند. اما به نظر می‌رسد رابطه روزنامه‌نگار و منبع خبر تا حد زیادی متأثر از نظام هنجاری و مدیریت رسانه‌ای حاکم در هر کشور باشد. مطالعات و تحقیقات گانز، سیگال، کارلسون و سایرین در خصوص رابطه بین روزنامه‌نگار و منبع خبر در جوامع غربی بوده است و به نظر می‌رسد برای رسیدن به شناخت دقیق‌تری از رابطه بین منبع و روزنامه‌نگار در جوامع شرقی و در سایر نظام‌های هنجاری رسانه‌ای، پژوهش‌های بیشتری نیاز است.

## نرم‌خبر
در فرهنگ روزنامه‌نگاری و ارتباطات، نرم‌خبر یکی از سبک‌های خبرنویسی است. نرم‌خبر، ماهیتی گزارش‌گونه دارد و عمدتاً برای پوشش موضوعات مورد علاقهٔ انسانی در حوزهٔ عمومی به کار می‌رود. تمرکز نرم‌خبر، بیشتر بر روی سرگرمی یا آموزش است و می‌تواند زبانی غیررسمی داشته باشد.
برای خبر نرم تعاریف متنوع وجود دارد. با این حال یکی از مشخصه‌های معمولی آن عبارت است از: «هر خبری که خبر سخت نباشد» (Davis 1996, 108-109). همچنین خبر سخت، با پوشش وقایع حال رهبران عالی‌مرتبه، مسائل بزرگ یا اغتشاشات مهم در جریان زندگی روزمره مثل زلزله یا سانحه هوایی شناخته می‌شود(Smith 1985).
یکی از تفاوت‌ها بین خبر سخت و خبر نرم در لحن ارائه آن می‌باشد. گزارش خبر سخت، واقعیت‌هایی دربارهٔ رخدادها به مخاطب می‌گوید سپس تصمیم‌گیری دربارهٔ اطلاعات را به خود مخاطب واگذار می‌کند.
برخی از نرم‌خبرها با رویدادهای جاری ارتباط دارند، اما این رویدادها آنی و مقطعی نیستند، و استمرار دارند (مثال: تغییر دیدگاه سیاسی در یک حزب بزرگ، پیدایش یک سبک موسیقی جدید و امثالهم). نرم‌خبر به خواننده نگاهی تحلیلی، منتقدانه و پرسشگر می‌دهد و در حقیقت، او را به تعقیب رویداد ترغیب می‌کند.

## خبر کلامی
خبرهای کلامی به خبرهایی گویند که از گفته‌های چهره‌های خبرساز منشأ می‌گیرند، نه از رویدادها یا تحول در رویدادها. در این دسته از خبرها پیامی که مربوط به وقوع رویدادی باشد، نمی‌توان یافت. هر چه هست نقل گفته‌ها است. به همین سبب بسیاری از صاحب‌نظران این خبرها را شبه خبر نامیده‌اند. این صاحبنظران استدلال می‌کنند که چون در متن این خبرها حتی به ارزش جدا شدن برگی از درخت رویداد یا تحولی اتفاق نمی‌افتد، نمی‌توان این نقل‌ها را خبر نام نهاد؛ بنابراین در همه تعاریف خبر به روشنی یا به کنایه شرط اصلی برای خبر، وقوع یک رویداد یا بروز تحول در یک جریان خبری است.
خبر کلامی بیشتر در فضای بی‌اعتمادی میان مسئولان و رسانه‌ها (نمایندگان مردم) امکان گسترش می‌باید. به این معنا که در مجموعه بیشتر مسیر میان خبرسازان، به خبرنگار به رسانه و به مردم، ایستگاه خبرنگار حذف می‌شود. به همین دلیل نقش و کارکرد خبرنگاران و مهارت‌های حرفه‌ای آنان به تدریج زنگ می‌بازد و خبرهای رسمی و بدون خطر -و در نتیجه بدون جاذبه - رواج می‌یابد. چنان‌که خواهد آمد سایت‌های خبری پرتعداد که هر یک از سوی یک جریان سیاسی یا سازمان دولتی تأمین مالی و حمایت می‌شوند، در گسترش این شیوه نقش دارند. کارکنان این سایت‌ها اغلب خبرهای خود را از طریق تماس‌های تلفنی با اشخاص شکل می‌دهند و تردید نباید کرد که گزینش مصاحبه‌شونده و نوع پرسش‌ها و پاسخ‌ها با جهان بینی آن سایت‌ها ربط مستقیم دارد.

## انبوه‌سازی و خبر
اخبار مبتنی بر ارسالی‌های کاربران را انبوه سپاری در خبر می‌گویند. به دیگر سخن کاربران می‌نویسند کامنت می‌گذارند و رأی می‌دهند در واقع به نوعی به معنای اجتماعی شدن خبر است، قابلیتی که ریشه در خصوصیت وب دارد و می‌توان گفت منطق اتاق خبر عصر وب است.

## روایت خبری
روایت خبری یا داستان خبری، در واقع به نوعی مخاطب پسند کردن یک گزارش خبری است. فرض کنید که یک خبرنگار بایستی خبر افتتاح یک سد را گزارش کند. او به دو روش گزارش خبری یا روایت خبری می‌تواند وظیفه خبرنگاری خود را به انجام برساند. روش ارائه گزارش خبری شامل عناصر زیر می‌شود:
1. چیستی: (افتتاح یک سد بزرگ)
2. چگونگی: که خود شامل چگونگی احداث و سیر مراحل آن اعم از مراحل مطالعه و سرمایه‌گذاری و استفاده از نیروی انسانی ماهر داخلی یا خارجی و… می‌شود و همچنین چگونگی افتتاح سد است.
3. کجایی: شامل ارائه اطلاعاتی پیرامون محل احداث سد.
4. چرایی: شامل اطلاعاتی پیرامون دلایل انتخاب این محل برای احداث سد که ناظر بر: میزان تأثیرگذاری بر اقتصاد کشاورزی منطقه، تأمین آب شرب منطقه، میزان تولید برق و… خواهد شد.
5. چه وقت: زمان شروع پروژه و زمان افتتاح سد.
6. چه کسی: سد توسط چه کسانی ساخته شده؛ توسط چه کسی افتتاح شده؛ چه کسانی از افتتاح آن به صورت مستقیم سود می‌برند و….

این گزارش، صرفاً یک گزارش خبری است که ارزش‌های خاص خود را دارد اما عنصر خبرنگار، جهان‌بینی، تمایلات و دیدگاهش در آن کم رنگ و شاید بی‌تأثیر است. این موضوع از آنجا اهمیت پیدا می‌کند که گاهی اخبار به عنوان ابزاری برای امیدبخشی، ترسیم فضای رو به رشد، ایجاد احساسات وطن پرستانه و… استفاده می‌شوند و عدم ارتباط‌گیری مخاطب با خبر، هیچ‌کدام از اهداف فوق را برآورده نمی‌سازد.
بنابراین گزارشگران از روشی با نام روایت خبری برای پوشش رویدادهای مورد نظر، استفاده می‌کنند.
در ادبیات پژوهشی، دو نظریه دربارهٔ روایت خبری وجود دارد:

### نظریه هارتلی
نظریه هارتلی، گزارش خبری را تک متنی می‌داند. گزارش تک متنی آغاز، وسط و پایان مشخصی دارد. هارتلی به ساختار معنا در گزارش خبری نظر دارد و معتقد است که ساختمان درونی یک گزارش خبری همانند فیلمهای پلیسی از تضاد دو عنصر اصلی «ما» و «آنها» تشکیل می‌شود. منظور از «ما» جمع خوبان هستند و منظور از «آنها» دشمنان و پلیدان هستند.
هارتلی روایت خبری را نه برای ارائه بی کم و کاست خبر، بلکه ابزاری برای پیروزی در فضای دوقطبی «ما» و «آنها» می‌داند.
«از نظر هارتلی عوامل خبری که در گزارش خبری ارائه شده‌اند، خبر را به نفع –ما- شکل می‌دهند و آن عواملی که در گزارش حذف شده‌اند، شاید می‌توانستند خبر را به نفع –آنها- شکل دهند. معنای نهفته در هر گزارش خبری در واقع همین عوامل حذف شده و غایب هستند»

### نظریه لوئیس
لوییس در تحقیقات خود بر روی اخبار و بافت ساختاری گزارش‌های خبری به این نتیجه رسید که گزارش‌های چند متنی در حافظه مخاطب نمی‌مانند و بالعکس گزارش‌های تک متنی بهتر در حافظه مخاطب ثبت می‌شوند. به این ترتیب او به رابطه‌ای بین ساختار گزارش و حافظه مخاطب دست یافت و به مطالعه این رابطه پرداخت. از نظر لوئیس گزارش‌های تک متنی که دارای آغاز، وسط و پایان مشخصی هستند در برقراری رابطه با مخاطب خود موفق‌تر از گزارش‌های چندمتنی هستند که براساس قالب روزنامه‌ای تهیه شده و دارای بخش‌های گوناگون همانند سبک هرم وارونه هستند.
لوییس وجود رمز زنجیره‌ای و رمز تأویل در ساختار گزارش‌های تک متنی را دلیل موفقیت آن می‌دانست.
رمز زنجیره‌ای رابطه‌ای منطقی است که میان اجزای یک گزارش تک متنی به عنوان داستان خبری وجود دارد. به‌طوریکه اگر گزارش بخواهد کوتاه شود، حذف یک قسمت از گزارش لطمه جدی به معنای کل داستان وارد می‌کند.
رمز تأویل نیز ساختار و فرم نوعی روایت خبری است. داستانی که با طرح یک سؤال شروع می‌شود تا توجه مخاطب را به گزارش جلب کند؛ سپس با ایجاد شور و التهاب در بدنه اصلی داستان خبری، مخاطب را با خود همراه کرده و در نهایت با پاسخ دادن به سؤال مطرح شده، حس کنجکاوی او را سیراب می‌کند. از این منظر، گزارش تک متنی ساختاری کاملاً نمایشی و قابل مقایسه با ساختار یک درام است.

## شبکه‌های خبری تلویزیونی
| - بی‌بی‌سی (جهانی) - ABC (آمریکا و اروپا) - سی‌ان‌ان (جهانی) - فرانس ۲۴ (فرانسه و جهان) - فاکس نیوز (فقط آمریکا) - ام‌اس‌ان‌بی‌سی (فقط آمریکا) | - پرس تی‌وی (جهان) - الجزیره (دنیای عرب و جهان) - یورونیوز (اروپا) - دویچه وله (آلمان و جهان) - شبکه خبر (ایران و جهان) - واحد مرکزی خبر (ایران و جهان) |

## خبرگزاری‌ها
پایگاه هاو یا شرکت‌هایی هستند که توسط افرادی تحت عنوان خبرنگار اخبار هر روز را از مناطق مختلف جهان جمع‌آوری کرده و در بانک اطلاعاتی خود ذخیره می‌کنند. برخی از این اخبار توسط مرکز انتشار اخبار خبرگزاری انتشار پیدا می‌کند.
در حقیقت کار اصلی خبرگزاری‌ها تولید اخبار است.

### برخی از خبرگزاری‌های معروف ایران
- خبرگزاری فارس
- خبرگزاری تسنیم
- خبرگزاری مهر
- خبرگزاری ایرنا
- خبرگزاری ایسنا
- ایکنا]
- دبی توییتر